# Nice Boys
Nice Boys foi uma música escrita pela banda de rock Rose Tattoo. Foi lançada em novembro de 1978.
A música foi regravada pelo Guns N' Roses em 1986 no seu EP Live ?!*@ Like a Suicide, e depois também foi lançado no G N' R Lies em 1988. 

## Composição
A música foi escrita por Angry Anderson, Mick Cocks, Gordon Leach, Dallas Royall e Peter Wells. 
Ela também apareceu na coletânea Nice Boys Don't Play Rock N' Roll em 1992.

## Pessoal
- Angry Anderson - vocal
- Peter Wells - guitarra
- Mick Cocks - guitarra solo
- Gordon Leach - baixo
- Dallas Royall - bateria